# Arthur Lydiard
Arthur Leslie Lydiard (ur. 6 lipca 1917 w Auckland, zm. 11 grudnia 2004 w Houston) – nowozelandzki biegacz, trener lekkoatletyczny.

## Życiorys
W 1950 reprezentował Nową Zelandię na igrzyskach imperium brytyjskiego w Perth w maratonie. Po zakończeniu kariery zawodniczej zajął się pracą trenerską. Wśród jego podopiecznych byli nowozelandzcy biegacze średnio- i długodystansowi, m.in. Murray Halberg (mistrz olimpijski z Rzymu 1960 na 5000 m), Peter Snell (mistrz olimpijski na 800 m i 1500 m z Igrzysk Olimpijskich w Rzymie 1960 i Tokio 1964), John Walker (mistrz olimpijski na 1500 m z Montrealu 1976), Dick Quax (rekordzista świata na 5000 m). W 1964 był trenerem kadry olimpijskiej lekkoatletów nowozelandzkich, pracował następnie z innymi reprezentacjami – Meksyku (1965-1966), Finlandii (1967-1969) i Danii (na igrzyskach w Monachium 1972). W 1974 i 1990 prowadził reprezentację Nowej Zelandii na Igrzyskach Wspólnoty Brytyjskiej.
W 1962 za zasługi dla sportu został odznaczony Orderem Imperium Brytyjskiego IV klasy (OBE), a w 1990 Orderem Nowej Zelandii (ONZ). Również w 1990 został przyjęty do Hall of Fame sportu nowozelandzkiego.